# Désfalva

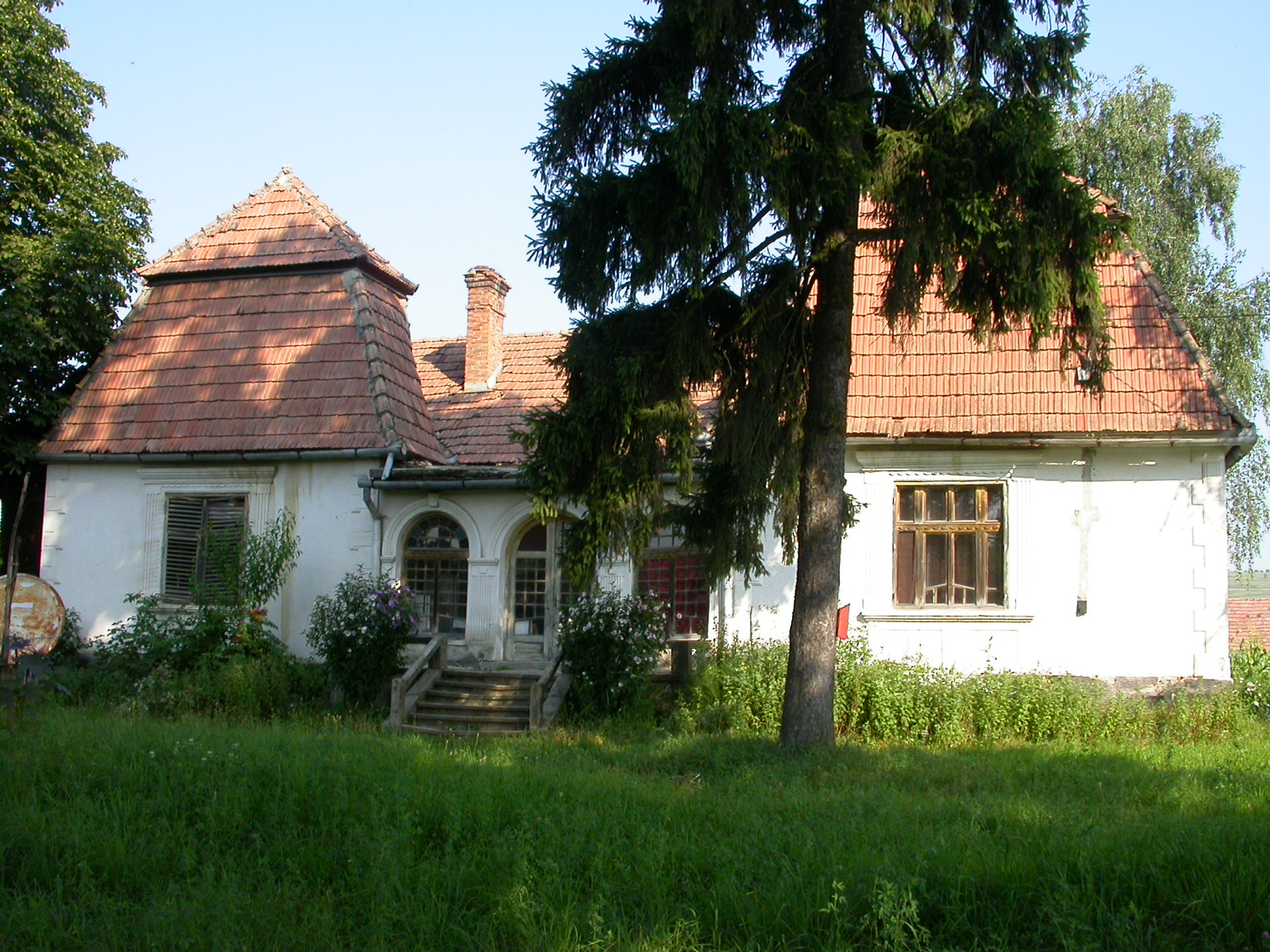
A Pap-kúria

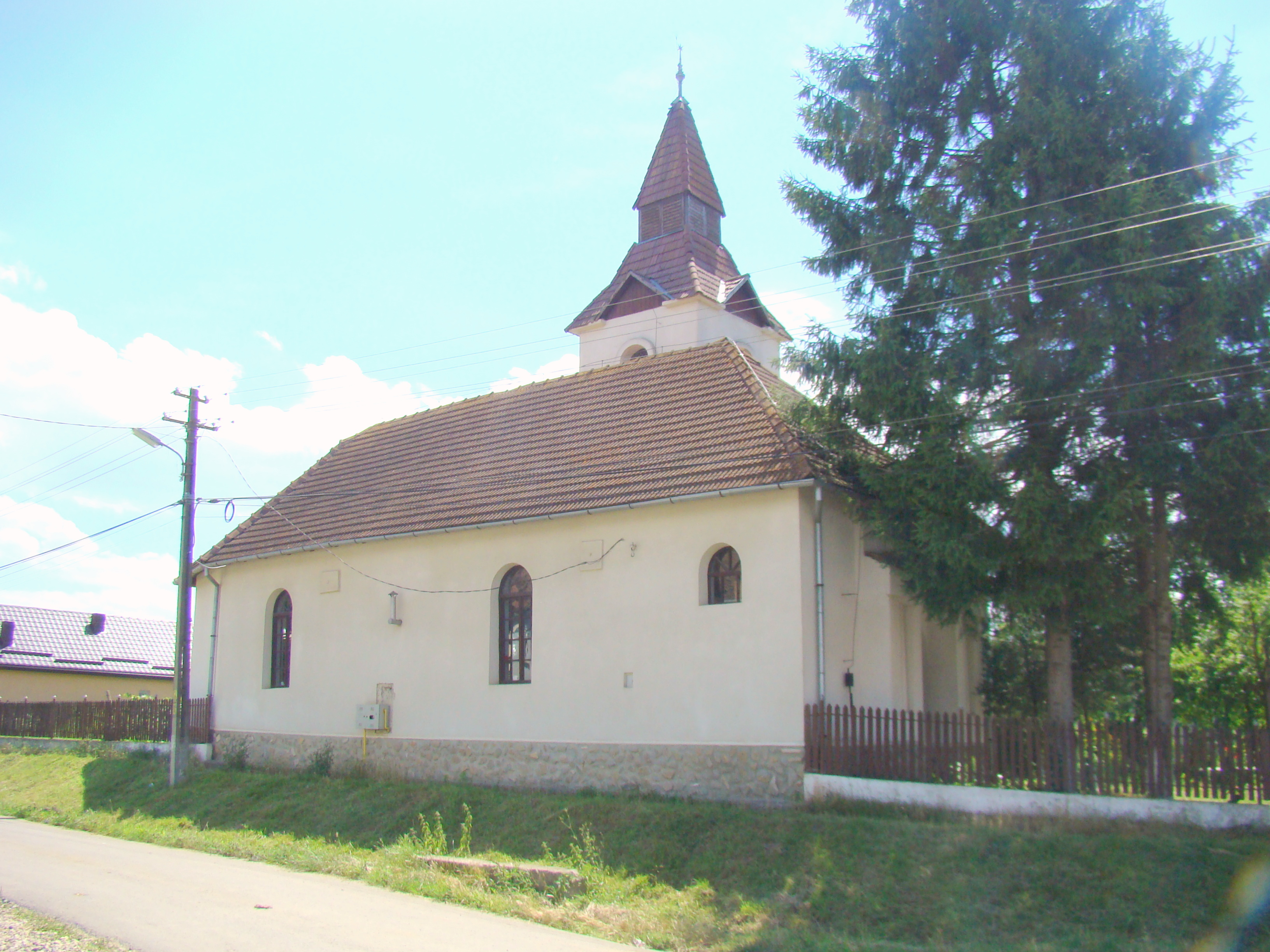
A református templom

Désfalva (románul: Deaj) falu Romániában, Erdélyben, Maros megyében.

## Nevének eredete
Nevének előtagja személynévi eredetű, a latin Desiderius rövidült alakjából való (vö. Dés). A középkorban Hagymás néven is említették. Első okleveles említése 1270–72-ből való, mint Hagmas alio nomine Desfolua.

## Fekvése
A Kis-Küküllő bal partján fekszik, mintegy 10 km-re keleti irányba a legközelebbi várostól, Dicsőszentmártontól.

## Népessége

### A népességszám változása
Népessége a népszámlálások tanúsága szerint 1857-ig nőtt, majd az 1880-as évekig enyhén csökkent, azóta pedig (egy rövid megtorpanással 1920-ban) ismét folyamatosan nő.

### Etnikai és vallási megoszlás
Magyar lakói unitáriusok és reformátusok, illetve kisebb részt római katolikusok. A románok régen a görögkatolikus vallást követték, 1948 óta ortodoxok. A cigányok vallása korábban megegyezett a románokével, 1990 óta azonban nagy részük pünkösdi hitre tért. Bár a délebbre élő corturar ('sátoros') cigányok romungró-nak ('magyar cigánynak') nevezik őket, első nyelvük a cigány, második a román.
- 1850-ben 424 görögkatolikus, 239 református, 216 unitárius, 66 római katolikus és négy zsidó lakta.
- 2002-ben 564 lakója vallotta magát ortodox, 344 református, 324 unitárius, 246 pünkösdi és 11 római katolikus felekezetűnek.

## Története
Küküllő vármegyei falu volt, sok kisnemesi családdal. A 18. században mind az unitáriusoknak, mind a reformátusoknak anyaegyházközségük volt benne. Görögkatolikus parókiája 1763-ban szerveződött. 1876-ban Kis-Küküllő vármegyéhez, 1968-ban Maros megyéhez csatolták.

## Látnivalók
- Unitárius temploma a 18. században épült, középkori temploma helyén. A faluban a reformátusoknak és az ortodoxoknak is áll templomuk.
- A Pataky család neobarokk kastélya a 20. század elején épült. Ma orvosi rendelő működik benne.

## Ismert személyek
- Itt született 1925. október 26-án Jakab Kálmán belgyógyász orvos, orvosi szakíró, az orvostudományok doktora.